# Фёдоровка (Сарненский район)
Фёдоровка (укр. Федорівка) — село в Вировской сельской общине Сарненского района Ровненской области Украины.
Население по переписи 2001 года составляло 678 человек. Почтовый индекс — 34550. Телефонный код — 3655. Код КОАТУУ — 5625480903.

## История
В 1946 г. Указом Президиума ВС УССР село Теодоровка переименовано в Фёдоровку.